# Marcello Govoni
Marcello Govoni (Bologna, 21 ottobre 1885 – Roma, 10 dicembre 1944) è stato un tenore, baritono e regista italiano.

## Biografia
Proveniente da una famiglia di artisti, dopo aver studiato al conservatorio di Pesaro, esordì come baritono nel 1907, passando poi ai diversi registri di basso e tenore. 
Govoni cantò tra gli altri al Teatro La Scala di Milano, al Teatro Paganini di Genova, al Covent Garden di Londra, al Teatro chediviale dell'Opera del Cairo, al Politeama Duca di Genova, al Teatro Bellini di Catania, al Teatro di San Carlo di Napoli, al Teatro Regio (Torino).
Incise vari dischi con lo pseudonimo di N.Gormac.
M.Govoni fondò e diresse per tre anni dal 1927 al 1929 una compagnia teatrale propria, la "Compagnia dell'Opera Comica" che aveva propri cantanti, coro ed orchestra. Ernst Lert ne era direttore artistico; Napoleone Annovazzi e Umberto Mugnai direttori d'orchestra.
A partire circa dal 1930 lasciò la scena come interprete, salvo poche ulteriori apparizioni, per passare alla carriera di regista. Fu uno dei registi d'opera più famosi del suo tempo curando la regia di opere nei Teatri più importanti d'Italia e del mondo, tra i quali La Scala di Milano, il Teatro di San Carlo di Napoli, Gran Teatro La Fenice di Venezia, il Teatro Colón di Buenos Aires. Fu Regista stabile al Teatro dell'Opera di Roma dal 1930 al 1944, mettendo in scena più di 170 opere. Nel 1937 venne nominato Commissario degli Scenografi e dei Registi per Roma e la Provincia di Roma.
M.Govoni fu anche costumista e scenografo, attore di prosa, docente d'arte scenica dal 1936 all'Accademia Nazionale di Santa Cecilia di Roma e docente di Regia dal 1939 all'Accademia Musicale Chigiana di Siena.
M.Govoni allestì alcune mostre di pittura con le proprie opere.
Morì a Roma il 10 dicembre 1944.